# César More
César Nicolás More (San Miguel de Tucumán, Provincia de Tucumán, Argentina; 14 de abril de 1989) es un futbolista argentino. Juega como lateral izquierdo y su primer equipo fue Atlético Tucumán. Actualmente juega en Club Atlético Jorge Newbery

## Trayectoria
Surgió de las divisiones inferiores de Atlético Tucumán, como una promesa de los chicos que en 2009 alternaban en el plantel de inferiores, razón por la cual es subido al plantel superior.
Tiene su gran oportunidad en el primer equipo nada menos que en la Primera División, en la derrota por 3 tantos contra 1 ante River Plate en el Estadio Monumental de Buenos Aires.
En dicho encuentro reemplazó a los 13' del primer tiempo a Andrés Bressán, defensor lateral derecho ese día.
Su primer gol lo convirtió en el clásico tucumano (frente a San Martín) el cual Atlético ganó 3 a 1 con su primer gol y pasaría de ronda.
A finales de julio de 2013 pasó sorprendentemente a San Martín de Tucumán clásico rival de los albicelestes.
Tras su paso por ambos conjuntos tucumanos, a mediados del año 2014 arribó a Estudiantes de Buenos Aires para disputar el torneo de la Primera B y fase final de la Copa Argentina.
Acaba de sumarse al plantel de Nueva Chicago en la temporada 2019 (Julio 10/07/19)

## Clubes
| Club                                  | País      | Año         |
| ------------------------------------- | --------- | ----------- |
| Atlético Tucumán                      | Argentina | 2009-2013   |
| San Martín de Tucumán                 | Argentina | 2013-2014   |
| Estudiantes de Caseros                | Argentina | 2014        |
| Mitre de Santiago del Estero          | Argentina | 2015        |
| San Lorenzo de Alem                   | Argentina | 2016        |
| Juventud Antoniana de Salta           | Argentina | 2016-2018   |
| San Jorge de Tucumán                  | Argentina | 2018-2019   |
| Nueva Chicago                         | Argentina | 2019        |
| Douglas Haig                          | Argentina | 2020        |
| Chaco For Ever                        | Argentina | 2020 - 2021 |
| Club Sportivo Peñarol                 | Argentina | 2022        |
| ACyD Altos Hornos Zapla               | Argentina | 2022        |
| Club Ciudad de Bolívar                | Argentina | 2023        |
| Club Deportivo Guaraní Antonio Franco | Argentina | 2023        |